# Koilamasuchus
Koilamasuchus – rodzaj archozauromorfa żyjącego we wczesnym triasie na terenach współczesnej Ameryki Południowej.
Został nazwany w 2010 roku przez Martína Ezcurrę i współpracowników, jednak jego skamieniałości opisał w 1981 roku José Bonaparte, który wstępnie przypisał je do rodziny Proterosuchidae. Holotyp (MACN-Pv 18119) obejmuje naturalne odlewy kilkunastu kości szkieletu pozaczaszkowego zachowane w bloku brązowego piaskowca o wymiarach 20x15 cm. Składa się on z trzech kręgów grzbietowych, co najmniej sześciu osteoderm, żebra, prawdopodobnie gastralium, szewronu, kości ramiennej, kości łokciowej, niekompletnego paliczka paznokciowego, dwóch elementów śródręcza oraz kilku niezidentyfikowanych kości. Szczątki te należą prawdopodobnie do jednego osobnika o niemożliwym do ustalenia wieku. Pochodzą z formacji Quebrada de Los Fósiles, przez większość autorów uznawaną za dolnotriasową, z lokalizacji położonej około 35 km na południe od miasta San Rafael w argentyńskiej prowincji Mendoza.
Koilamasuchus osiągał niewielkie rozmiary – na podstawie porównania z euparkerią jego długość oszacowano na około 50 cm. Od innych przedstawicieli Archosauriformes odróżnia go obecność skośnego guza na trzonie kości ramiennej. Według analizy filogenetycznej przeprowadzonej przez Ezcurrę i współpracowników Koilamasuchus jest bazalnym przedstawicielem tego kladu, bardziej zaawansowanym od Proterosuchidae (które w tej analizie tworzą grupę parafiletyczną) oraz rodzaju Osmolskina, lecz bazalniejszym m.in. od Erythrosuchidae, euparkerii i kladu Archosauria. Obok permskiego Archosaurus rossicus oraz wczesnotriasowych rodzajów Fugusuchus, Garjainia i Xilousuchus jest on jednym z najstarszych znanych przedstawicieli Archosauriformes.
Nazwa Koilamasuchus pochodzi od łacińskiego słowa koilamas, oznaczającego „jama”, oraz greckiego souchos („krokodyl”), co odnosi się do obecności dołów na bocznej stronie centrów kręgów grzbietowych. Nazwa gatunkowa gatunku typowego, gonzalezdiazi, honoruje Emilia Gonzáleza Díaza, który prowadził prace geologiczne w formacjach grupy Puesto Viejo i odkrył holotyp tego gatunku. Koilamasuchus gonzalezdiazi to jak dotąd jedyny ważny gatunek wczesnotriasowego przedstawiciela Archosauriformes z Ameryki Południowej, a także – oprócz niekompletnych szczątków z Brazylii – jedyny dowód, że Archosauriformes żyły również na terenach najbardziej zachodniej Gondwany.